# 怒りの追跡バスターズ
『怒りの追跡バスターズ』（いかりのついせきバスターズ）は、TBS系列で不定期放送されているドキュメントバラエティ特別番組。

## 概要
依頼人（被害者）が盗撮・盗聴・ストーカーの調査を依頼し、依頼への対応を内容とする。
「実録!犯罪列島」のスピンオフ特番ともいわれる。

## 出演

### MC
- 坂上忍（追跡バスターズ1号）
- ヒロミ（追跡バスターズ2号）

### スタジオゲスト
第1回
- 浅香唯
- 岡井千聖（℃-ute）
- 勝俣州和
- 本村健太郎弁護士

第2回
- 山村紅葉
- 千原せいじ（千原兄弟）
- 菊地亜美
- 池田美優
- スギちゃん
- 菊地幸夫弁護士

第3回
- 田中美佐子
- 千原せいじ（千原兄弟）
- 池田美優
- 岡田紗佳
- 菊地幸夫弁護士

第4回
- 千原せいじ（千原兄弟）
- 佐藤仁美
- 小倉優子
- 若狭勝弁護士

第5回
- 千原せいじ（千原兄弟）
- 北斗晶
- ガンバレルーヤ
- 藤田ニコル
- 八代英輝弁護士

第6回
- 北斗晶
- 小峠英二（バイきんぐ）
- 矢田亜希子
- IKKO
- 朝日奈央
- 菊地幸夫弁護士

第7回
- 朝日奈央
- アンミカ
- 井戸田潤（スピードワゴン）
- ゆきぽよ
- 中条きよし
- 住田裕子弁護士

第8回
- 矢田亜希子
- 中村アン
- 北斗晶
- 銀シャリ
- 雛形あきこ

第9回
- ウルフ・アロン
- 河西邦剛弁護士
- 小峠英二（バイきんぐ）
- ぺこぱ
- 矢田亜希子
- 山之内すず

### 専門家
- 河西邦剛（弁護士、レイ法律事務所）
- 酒井賢一
- 小川泰平

### ナレーター
第1回
- 小林清志
- 大塚芳忠

第2回以降
- 大塚芳忠
- 平野義和

## 放送内容
- 2016年11月2日 水トク!・犯人に告ぐ!盗聴盗撮 怒りの追跡バスターズ 女の敵は許さないSP
  - 坂上忍の盗聴器捜索
  - ネットストーカーの恐怖
  - 女子大生を狙うストーカー
  - ヒロミの盗撮器捜索
  - 関西盗聴器捜索
- 2017年05月03日 水トク!・犯人に告ぐ!盗聴盗撮 怒りの追跡バスターズ 女の敵は許さないSP 第2弾
  - 坂上忍の追跡バスターズ！盗聴犯と直接対決！
  - 美女を狙うストーカー 犯行の瞬間を激撮！
  - 15年間、深夜、近所の家を襲う“恐怖の石投げ男”
- 2017年10月11日 水トク!・犯人に告ぐ!盗聴盗撮 怒りの追跡バスターズ 坂上忍が犯人と直接対決SP 第3弾
  - 坂上忍が追い詰めた男が逮捕!なんと女湯を盗撮していた!
  - 千原せいじ盗聴器捜索[1]
  - 300通の不気味な手紙に怯える20代主婦。ストーカー犯は、実の弟だった!?
  - 最凶最悪の破壊男と直接対決!!
- 2018年02月28日 水トク!・犯人に告ぐ!盗聴盗撮 怒りの追跡バスターズ第4弾 坂上vs史上最悪の女の敵SP
  - 『追跡バスターズ』の番組名と坂上忍の写真を使った新たな詐欺事件発覚!
  - 狙われる愛車!卑劣タイヤパンク犯　追跡3か月!犯人逮捕までの全記録
  - 実録!恐怖のストーカー事件
  - 坂上忍VS史上最低な女の敵　追跡500日!犯人がついに逮捕へ!
  - 坂上が追及した偽ストーカー事件　緊急続報！悪徳探偵がついに書類送検
- 2018年05月02日 水トク!・犯人に告ぐ!盗聴盗撮 怒りの追跡バスターズ第5弾 女の敵は許さないSP
  - 元彼の友人女性による盗聴ストーカー事件、本当か嘘か、ヒロミが激怒
  - 番組を騙る悪質詐欺グループ、坂上忍・梅沢富美男に続きビートたけしの名も利用
  - 人気アイドルを長年悩ませるつきまとい外国人男の実態
  - コインランドリー下着泥棒VS千原せいじ
  - タクシー会社の機密情報を盗聴
- 2019年01月23日 水トク!・犯人に告ぐ!盗聴盗撮 怒りの追跡バスターズ第6弾
  - シングルマザー宅に2つの盗聴器!犯人が名乗り出た!
  - 元交際相手の女がストーカーに
  - 架空請求業者VS小峠
  - 大麻の売人VS小峠
  - 借金300万円踏み倒した元有名お笑い芸人!逃亡3年で豪遊三昧!直撃に車急発進で逃走劇!
  - 葬儀会社で盗聴事件
  - 坂上忍を騙る詐欺と同様の詐欺グループ逮捕
- 2019年06月05日 水トク!・犯人に告ぐ!盗聴盗撮 怒りの追跡バスターズ第7弾
  - シングルマザー宅に仕掛けられた盗聴器。衝撃的な急展開![2]
  - 元人気芸人300万借金踏み倒し!父親からも2000万。坂上怒りの直接対決
  - 大衆演劇の座長が6000万悪徳詐欺。座長VS中条きよし!ファン騙す卑劣手口の決定的瞬間
- 2019年10月16日 犯人に告ぐ!盗聴盗撮 怒りの追跡バスターズ第8弾
  - 隣人トラブル
  - 同級生を狙う 番組最年少サギ容疑のイケメン
  - 雛形あきこ盗聴器捜索
- 2021年12月1日 犯人に告ぐ!盗聴盗撮 怒りの追跡バスターズ第9弾
  - パリから論破王ひろゆき参戦!超最新手口で金をダマしとる架空請求業者を猛烈追及!
  - SNSで蔓延する薬物密売の現場潜入!チャンカワイが売人にキレる!
  - 女優の卵10人から大金奪い海外逃亡した男…番組初!バスターズがタイでサギ師を大捜索
  - 東京八王子駅前の近隣トラブルで傷害事件が!逮捕された家主の姉妹に坂上忍が直撃!
  - 盗聴器捜索!なんと発見された場所は市役所

## 番組内での影響・出来事など

### 第2回
女湯盗聴
銭湯周辺で盗聴器の反応が。そこの付近のアパートの住人曰く大家さんがやったとの噂。大家さんが警察に連行されるまでの一連が収録されている。

### 第3回
女湯盗撮
前回、盗聴器を見つけた銭湯の話の続き。その後盗撮が発覚した事で逮捕された大家さんの素顔も公開される。
偽ストーカー事件
前回

### 第6回
元有名芸人
2014年に、芸人スズキが当時バイトしていたカラオケバーに訪れた男性客ニッタの会話から彼が貯蓄していた独立資金に目をつけ、「闇金に300万円を返済しないと殺されるから助けてほしい」と訴えて、借りようとする。返済手段を聞かれると大晦日に開催される格闘技のイベントに出場するので、そのファイトマネーで支払う事を約束して、300万円を借りた。しかし大晦日になってイベントの話が嘘である事が発覚し、問い詰められたスズキは連絡を断ち行方をくらましてしまう。調査の末にスズキが所在を突き止めたものの本人は利便性の高いアパートに住み豪勢な食事に高級自転車を乗り回すなど追い詰められてる状況とは思えない生活ぶりで、さらには親族と思しき男性からも借金を重ねて返済もせずギャンブルに明け暮れる、街中で傍若無人に振る舞う、交通ルールを無視して検挙される等の常識を疑う行動を繰り返す様子が映し出された。そして番組が用意した被害者との返済に関する話し合いの場にも言い逃れを繰り返すばかりで応じなかった事から返済の交渉を継続していくことと、スズキが所属する事務所に借金問題を報告する形でこの回は終わったが、放送直後からスズキに対する非難の声が続出し、ネット上などではこの芸人が誰なのかを特定しようとする動きが相次いだ。

### 第7回
大衆演劇座長
40代の女性経営者ヤマダジュンコから座長に貸した272万円が返ってこないといった相談をもとに番組は調査に乗り出す。調査を進める内に、座長がパチンコに明け暮れていただけでなく、もう一人の被害者が存在することが判明し、こちらは70代の女性タナカで被害額は6,000万円にまで及んでいた。スタッフはタナカに対して座長から騙されていることを忠告するのだが、タナカは完全に信用してしまいスタッフの忠告を聞こうとしなかったが、密着調査の中で明らかになった座長の本性と詐欺の実態を映し出した証拠映像を見せられたタナカは愕然として悲嘆に暮れる。詐欺の実態追求と返済を求めて河西弁護士と中条きよしが座長と直接対決に臨む。河西、中条達からの厳しい追求と容赦ない非難に加えて、途中から対決に参加した被害女性からの激しい怒号を受けて座長は詐欺を認めて謝罪し、月々ヤマダには3万円、タナカには7万円ずつ返済する事を約束した。座長もスズキと同様に特定しようとする動きが相次ぎ、その中で無関係な俳優が誤解から炎上寸前の事態に陥っている。
元有名芸人
前回の放送の後も借金を返済せず、誠意を見せないスズキだったが、今回は坂上忍が直撃に成功し、被害者のニッタと元相方のサトウも交えて直接対決に臨んだ。スズキはようやく全ての嘘を認めて謝罪を果たし月々最低3万円ずつ返済する事を約束する。しかしニッタの報告で、坂上と番組制作スタッフが引き上げた後にスズキが自身の店内で踏ん反り返っていた様子が明らかとなる。そうした事などから詐欺罪での刑事告訴を検討しながら返済を見守る形で番組は終わった。

### 第9回
市役所庁舎内で盗聴器発見
2021年10月、兵庫県川西市において、番組スタッフが調査会社と共同で盗聴器を捜索していたところ、川西市役所から不審な電波が発信されていることが判明。市の許可を得た上で後日、庁舎内を調査した結果、4階から盗聴器を発見した。発見された場所のすぐ近くには契約検査課が、同じ階には市長室がある。川西市は機密情報や個人情報などが漏洩した可能性は低いとしているが、建造物侵入容疑で川西警察署に被害届を提出し、防犯カメラ設置などの再発防止策を行うとしている。

## 放送ネット局

### 第1回
| 放送対象地域   | 放送局                | 系列    | 放送曜日・放送時間          | 遅れ日数                         | 備考   |
| -------------- | --------------------- | ------- | --------------------------- | -------------------------------- | ------ |
| 関東広域圏     | TBSテレビ（TBS）      | TBS系列 | 2016年11月2日 19:00 - 21:54 | 同時ネット（全編フルバージョン） | -      |
| 北海道         | 北海道放送（HBC）     | TBS系列 | 2016年11月2日 19:00 - 21:54 | 同時ネット（全編フルバージョン） | -      |
| 宮城県         | 東北放送（TBC）       | TBS系列 | 2016年11月2日 19:00 - 21:54 | 同時ネット（全編フルバージョン） | -      |
| 山形県         | テレビユー山形（TUY） | TBS系列 | 2016年11月2日 19:00 - 21:54 | 同時ネット（全編フルバージョン） | -      |
| 福島県         | テレビユー福島（TUF） | TBS系列 | 2016年11月2日 19:00 - 21:54 | 同時ネット（全編フルバージョン） | -      |
| 岩手県         | IBC岩手放送（IBC）    | TBS系列 | 2016年11月2日 19:56 - 21:54 | 同時ネット （19:56飛び乗り）     | [ 15 ] |
| 山梨県         | テレビ山梨（UTY）     | TBS系列 | 2016年11月2日 19:56 - 21:54 | 同時ネット （19:56飛び乗り）     |        |
| 新潟県         | 新潟放送（BSN）       | TBS系列 | 2016年11月2日 19:56 - 21:54 | 同時ネット （19:56飛び乗り）     | [ 16 ] |
| 長野県         | 信越放送（SBC）       | TBS系列 | 2016年11月2日 19:56 - 21:54 | 同時ネット （19:56飛び乗り）     | [ 17 ] |
| 静岡県         | 静岡放送（SBS）       | TBS系列 | 2016年11月2日 19:56 - 21:54 | 同時ネット （19:56飛び乗り）     | [ 18 ] |
| 石川県         | 北陸放送（MRO）       | TBS系列 | 2016年11月2日 19:56 - 21:54 | 同時ネット （19:56飛び乗り）     | [ 19 ] |
| 中京広域圏     | CBCテレビ（CBC）      | TBS系列 | 2016年11月2日 19:56 - 21:54 | 同時ネット （19:56飛び乗り）     |        |
| 近畿広域圏     | 毎日放送（MBS）       | TBS系列 | 2016年11月2日 19:56 - 21:54 | 同時ネット （19:56飛び乗り）     | [ 20 ] |
| 鳥取県・島根県 | 山陰放送（BSS）       | TBS系列 | 2016年11月2日 19:56 - 21:54 | 同時ネット （19:56飛び乗り）     | [ 21 ] |
| 広島県         | 中国放送（RCC）       | TBS系列 | 2016年11月2日 19:56 - 21:54 | 同時ネット （19:56飛び乗り）     |        |
| 福岡県         | RKB毎日放送（RKB）    | TBS系列 | 2016年11月2日 19:56 - 21:54 | 同時ネット （19:56飛び乗り）     | [ 22 ] |
| 長崎県         | 長崎放送（NBC）       | TBS系列 | 2016年11月2日 19:56 - 21:54 | 同時ネット （19:56飛び乗り）     | [ 23 ] |

### 第2回
| 放送対象地域 | 放送局                | 系列    | 放送曜日・放送時間         | 遅れ日数                         | 備考   |
| ------------ | --------------------- | ------- | -------------------------- | -------------------------------- | ------ |
| 関東広域圏   | TBSテレビ（TBS）      | TBS系列 | 2017年5月3日 19:00 - 21:54 | 同時ネット（全編フルバージョン） | -      |
| 北海道       | 北海道放送（HBC）     | TBS系列 | 2017年5月3日 19:00 - 21:54 | 同時ネット（全編フルバージョン） | -      |
| 宮城県       | 東北放送（TBC）       | TBS系列 | 2017年5月3日 19:00 - 21:54 | 同時ネット（全編フルバージョン） | -      |
| 山形県       | テレビユー山形（TUY） | TBS系列 | 2017年5月3日 19:00 - 21:54 | 同時ネット（全編フルバージョン） | -      |
| 福島県       | テレビユー福島（TUF） | TBS系列 | 2017年5月3日 19:00 - 21:54 | 同時ネット（全編フルバージョン） | -      |
| 山梨県       | テレビ山梨（UTY）     | TBS系列 | 2017年5月3日 19:00 - 21:54 | 同時ネット（全編フルバージョン） | -      |
| 中京広域圏   | CBCテレビ（CBC）      | TBS系列 | 2017年5月3日 19:00 - 21:54 | 同時ネット（全編フルバージョン） | -      |
| 広島県       | 中国放送（RCC）       | TBS系列 | 2017年5月3日 19:00 - 21:54 | 同時ネット（全編フルバージョン） | -      |
| 山口県       | テレビ山口（tys）     | TBS系列 | 2017年5月3日 19:00 - 21:54 | 同時ネット（全編フルバージョン） | -      |
| 青森県       | 青森テレビ（ATV）     | TBS系列 | 2017年5月3日 19:56 - 21:54 | 同時ネット （19:56飛び乗り）     |        |
| 岩手県       | IBC岩手放送（IBC）    | TBS系列 | 2017年5月3日 19:56 - 21:54 | 同時ネット （19:56飛び乗り）     | [ 15 ] |
| 新潟県       | 新潟放送（BSN）       | TBS系列 | 2017年5月3日 19:56 - 21:54 | 同時ネット （19:56飛び乗り）     | [ 16 ] |
| 長野県       | 信越放送（SBC）       | TBS系列 | 2017年5月3日 19:56 - 21:54 | 同時ネット （19:56飛び乗り）     | [ 17 ] |
| 静岡県       | 静岡放送（SBS）       | TBS系列 | 2017年5月3日 19:56 - 21:54 | 同時ネット （19:56飛び乗り）     | [ 18 ] |
| 石川県       | 北陸放送（MRO）       | TBS系列 | 2017年5月3日 19:56 - 21:54 | 同時ネット （19:56飛び乗り）     | [ 19 ] |
| 近畿広域圏   | 毎日放送（MBS）       | TBS系列 | 2017年5月3日 19:56 - 21:54 | 同時ネット （19:56飛び乗り）     | [ 20 ] |
| 愛媛県       | あいテレビ（ITV）     | TBS系列 | 2017年5月3日 19:56 - 21:54 | 同時ネット （19:56飛び乗り）     | [ 24 ] |
| 福岡県       | RKB毎日放送（RKB）    | TBS系列 | 2017年5月3日 19:56 - 21:54 | 同時ネット （19:56飛び乗り）     | [ 25 ] |
| 長崎県       | 長崎放送（NBC）       | TBS系列 | 2017年5月3日 19:56 - 21:54 | 同時ネット （19:56飛び乗り）     | [ 26 ] |
| 大分県       | 大分放送（OBS）       | TBS系列 | 2017年5月3日 19:56 - 21:54 | 同時ネット （19:56飛び乗り）     | [ 27 ] |

### 第3回
| 放送対象地域   | 放送局                    | 系列    | 放送曜日・放送時間           | 遅れ日数                         | 備考   |
| -------------- | ------------------------- | ------- | ---------------------------- | -------------------------------- | ------ |
| 関東広域圏     | TBSテレビ（TBS）          | TBS系列 | 2017年10月11日 19:00 - 21:57 | 同時ネット（全編フルバージョン） | -      |
| 北海道         | 北海道放送（HBC）         | TBS系列 | 2017年10月11日 19:00 - 21:57 | 同時ネット（全編フルバージョン） | -      |
| 宮城県         | 東北放送（TBC）           | TBS系列 | 2017年10月11日 19:00 - 21:57 | 同時ネット（全編フルバージョン） | -      |
| 山形県         | テレビユー山形（TUY）     | TBS系列 | 2017年10月11日 19:00 - 21:57 | 同時ネット（全編フルバージョン） | -      |
| 福島県         | テレビユー福島（TUF）     | TBS系列 | 2017年10月11日 19:00 - 21:57 | 同時ネット（全編フルバージョン） | -      |
| 富山県         | チューリップテレビ（TUT） | TBS系列 | 2017年10月11日 19:00 - 21:57 | 同時ネット（全編フルバージョン） | -      |
| 中京広域圏     | CBCテレビ（CBC）          | TBS系列 | 2017年10月11日 19:00 - 21:57 | 同時ネット（全編フルバージョン） | -      |
| 広島県         | 中国放送（RCC）           | TBS系列 | 2017年10月11日 19:00 - 21:57 | 同時ネット（全編フルバージョン） | -      |
| 山口県         | テレビ山口（tys）         | TBS系列 | 2017年10月11日 19:00 - 21:57 | 同時ネット（全編フルバージョン） | -      |
| 高知県         | テレビ高知（KUTV）        | TBS系列 | 2017年10月11日 19:00 - 21:57 | 同時ネット（全編フルバージョン） | -      |
| 青森県         | 青森テレビ（ATV）         | TBS系列 | 2017年10月11日 20:00 - 21:57 | 同時ネット（20:00飛び乗り）      |        |
| 岩手県         | IBC岩手放送（IBC）        | TBS系列 | 2017年10月11日 20:00 - 21:57 | 同時ネット（20:00飛び乗り）      | [ 15 ] |
| 新潟県         | 新潟放送（BSN）           | TBS系列 | 2017年10月11日 20:00 - 21:57 | 同時ネット（20:00飛び乗り）      | [ 16 ] |
| 長野県         | 信越放送（SBC）           | TBS系列 | 2017年10月11日 20:00 - 21:57 | 同時ネット（20:00飛び乗り）      | [ 17 ] |
| 静岡県         | 静岡放送（SBS）           | TBS系列 | 2017年10月11日 20:00 - 21:57 | 同時ネット（20:00飛び乗り）      | [ 18 ] |
| 石川県         | 北陸放送（MRO）           | TBS系列 | 2017年10月11日 20:00 - 21:57 | 同時ネット（20:00飛び乗り）      | [ 19 ] |
| 近畿広域圏     | 毎日放送（MBS）           | TBS系列 | 2017年10月11日 20:00 - 21:57 | 同時ネット（20:00飛び乗り）      | [ 20 ] |
| 岡山県・香川県 | 山陽放送（RSK）           | TBS系列 | 2017年10月11日 20:00 - 21:57 | 同時ネット（20:00飛び乗り）      | [ 28 ] |
| 愛媛県         | あいテレビ（ITV）         | TBS系列 | 2017年10月11日 20:00 - 21:57 | 同時ネット（20:00飛び乗り）      | [ 24 ] |
| 福岡県         | RKB毎日放送（RKB）        | TBS系列 | 2017年10月11日 20:00 - 21:57 | 同時ネット（20:00飛び乗り）      | [ 25 ] |
| 長崎県         | 長崎放送（NBC）           | TBS系列 | 2017年10月11日 20:00 - 21:57 | 同時ネット（20:00飛び乗り）      | [ 26 ] |
| 熊本県         | 熊本放送（RKK）           | TBS系列 | 2017年10月11日 20:00 - 21:57 | 同時ネット（20:00飛び乗り）      | [ 29 ] |
| 大分県         | 大分放送（OBS）           | TBS系列 | 2017年10月11日 20:00 - 21:57 | 同時ネット（20:00飛び乗り）      | [ 27 ] |

### 第4回
| 放送対象地域   | 放送局                    | 系列    | 放送曜日・放送時間          | 遅れ日数                         | 備考   |
| -------------- | ------------------------- | ------- | --------------------------- | -------------------------------- | ------ |
| 関東広域圏     | TBSテレビ（TBS）          | TBS系列 | 2018年2月28日 19:00 - 21:57 | 同時ネット（全編フルバージョン） | -      |
| 山形県         | テレビユー山形（TUY）     | TBS系列 | 2018年2月28日 19:00 - 21:57 | 同時ネット（全編フルバージョン） | -      |
| 新潟県         | 新潟放送（BSN）           | TBS系列 | 2018年2月28日 19:00 - 21:57 | 同時ネット（全編フルバージョン） | -      |
| 富山県         | チューリップテレビ（TUT） | TBS系列 | 2018年2月28日 19:00 - 21:57 | 同時ネット（全編フルバージョン） | -      |
| 中京広域圏     | CBCテレビ（CBC）          | TBS系列 | 2018年2月28日 19:00 - 21:57 | 同時ネット（全編フルバージョン） | -      |
| 広島県         | 中国放送（RCC）           | TBS系列 | 2018年2月28日 19:00 - 21:57 | 同時ネット（全編フルバージョン） | -      |
| 山口県         | テレビ山口（tys）         | TBS系列 | 2018年2月28日 19:00 - 21:57 | 同時ネット（全編フルバージョン） | -      |
| 高知県         | テレビ高知（KUTV）        | TBS系列 | 2018年2月28日 19:00 - 21:57 | 同時ネット（全編フルバージョン） | -      |
| 福岡県         | RKB毎日放送（RKB）        | TBS系列 | 2018年2月28日 19:00 - 21:57 | 同時ネット（全編フルバージョン） | -      |
| 岩手県         | IBC岩手放送（IBC）        | TBS系列 | 2018年2月28日 20:00 - 21:57 | 同時ネット（20:00飛び乗り）      | [ 15 ] |
| 福島県         | テレビユー福島（TUF）     | TBS系列 | 2018年2月28日 20:00 - 21:57 | 同時ネット（20:00飛び乗り）      | [ 30 ] |
| 長野県         | 信越放送（SBC）           | TBS系列 | 2018年2月28日 20:00 - 21:57 | 同時ネット（20:00飛び乗り）      | [ 17 ] |
| 静岡県         | 静岡放送（SBS）           | TBS系列 | 2018年2月28日 20:00 - 21:57 | 同時ネット（20:00飛び乗り）      | [ 18 ] |
| 石川県         | 北陸放送（MRO）           | TBS系列 | 2018年2月28日 20:00 - 21:57 | 同時ネット（20:00飛び乗り）      | [ 19 ] |
| 愛媛県         | あいテレビ（ITV）         | TBS系列 | 2018年2月28日 20:00 - 21:57 | 同時ネット（20:00飛び乗り）      | [ 24 ] |
| 長崎県         | 長崎放送（NBC）           | TBS系列 | 2018年2月28日 20:00 - 21:57 | 同時ネット（20:00飛び乗り）      | [ 26 ] |
| 大分県         | 大分放送（OBS）           | TBS系列 | 2018年2月28日 20:00 - 21:57 | 同時ネット（20:00飛び乗り）      | [ 27 ] |
| 岡山県・香川県 | 山陽放送（RSK）           | TBS系列 | 2018年4月14日 14:05 - 17:00 | 遅れネット                       | [ 31 ] |

### 第5回
| 放送対象地域   | 放送局                    | 系列    | 放送曜日・放送時間         | 遅れ日数                         | 備考   |
| -------------- | ------------------------- | ------- | -------------------------- | -------------------------------- | ------ |
| 関東広域圏     | TBSテレビ（TBS）          | TBS系列 | 2018年5月2日 19:00 - 21:57 | 同時ネット（全編フルバージョン） | -      |
| 山形県         | テレビユー山形（TUY）     | TBS系列 | 2018年5月2日 19:00 - 21:57 | 同時ネット（全編フルバージョン） | -      |
| 福島県         | テレビユー福島（TUF）     | TBS系列 | 2018年5月2日 19:00 - 21:57 | 同時ネット（全編フルバージョン） | -      |
| 山梨県         | テレビ山梨（UTY）         | TBS系列 | 2018年5月2日 19:00 - 21:57 | 同時ネット（全編フルバージョン） | -      |
| 富山県         | チューリップテレビ（TUT） | TBS系列 | 2018年5月2日 19:00 - 21:57 | 同時ネット（全編フルバージョン） | -      |
| 中京広域圏     | CBCテレビ（CBC）          | TBS系列 | 2018年5月2日 19:00 - 21:57 | 同時ネット（全編フルバージョン） | -      |
| 岡山県・香川県 | 山陽放送（RSK）           | TBS系列 | 2018年5月2日 19:00 - 21:57 | 同時ネット（全編フルバージョン） | -      |
| 広島県         | 中国放送（RCC）           | TBS系列 | 2018年5月2日 19:00 - 21:57 | 同時ネット（全編フルバージョン） | -      |
| 山口県         | テレビ山口（tys）         | TBS系列 | 2018年5月2日 19:00 - 21:57 | 同時ネット（全編フルバージョン） | -      |
| 高知県         | テレビ高知（KUTV）        | TBS系列 | 2018年5月2日 19:00 - 21:57 | 同時ネット（全編フルバージョン） | -      |
| 長崎県         | 長崎放送（NBC）           | TBS系列 | 2018年5月2日 19:00 - 21:57 | 同時ネット（全編フルバージョン） | -      |
| 鹿児島県       | 南日本放送（MBC）         | TBS系列 | 2018年5月2日 19:00 - 21:57 | 同時ネット（全編フルバージョン） | -      |
| 沖縄県         | 琉球放送（RBC）           | TBS系列 | 2018年5月2日 19:00 - 21:57 | 同時ネット（全編フルバージョン） | -      |
| 岩手県         | IBC岩手放送（IBC）        | TBS系列 | 2018年5月2日 20:00 - 21:57 | 同時ネット（20:00飛び乗り）      | [ 15 ] |
| 長野県         | 信越放送（SBC）           | TBS系列 | 2018年5月2日 20:00 - 21:57 | 同時ネット（20:00飛び乗り）      | [ 17 ] |
| 静岡県         | 静岡放送（SBS）           | TBS系列 | 2018年5月2日 20:00 - 21:57 | 同時ネット（20:00飛び乗り）      | [ 18 ] |
| 石川県         | 北陸放送（MRO）           | TBS系列 | 2018年5月2日 20:00 - 21:57 | 同時ネット（20:00飛び乗り）      | [ 19 ] |
| 近畿広域圏     | 毎日放送（MBS）           | TBS系列 | 2018年5月2日 20:00 - 21:57 | 同時ネット（20:00飛び乗り）      | [ 20 ] |
| 愛媛県         | あいテレビ（ITV）         | TBS系列 | 2018年5月2日 20:00 - 21:57 | 同時ネット（20:00飛び乗り）      | [ 24 ] |
| 福岡県         | RKB毎日放送（RKB）        | TBS系列 | 2018年5月2日 20:00 - 21:57 | 同時ネット（20:00飛び乗り）      | [ 32 ] |
| 大分県         | 大分放送（OBS）           | TBS系列 | 2018年5月2日 20:00 - 21:57 | 同時ネット（20:00飛び乗り）      | [ 27 ] |

### 第6回
| 放送対象地域   | 放送局                    | 系列    | 放送曜日・放送時間          | ネット状況                       | 備考   |
| -------------- | ------------------------- | ------- | --------------------------- | -------------------------------- | ------ |
| 関東広域圏     | TBSテレビ（TBS）          | TBS系列 | 2019年1月23日 20:00 - 23:07 | 同時ネット（全編フルバージョン） | -      |
| 北海道         | 北海道放送（HBC）         | TBS系列 | 2019年1月23日 20:00 - 23:07 | 同時ネット（全編フルバージョン） | -      |
| 青森県         | 青森テレビ（ATV）         | TBS系列 | 2019年1月23日 20:00 - 23:07 | 同時ネット（全編フルバージョン） | -      |
| 岩手県         | IBC岩手放送（IBC）        | TBS系列 | 2019年1月23日 20:00 - 23:07 | 同時ネット（全編フルバージョン） | -      |
| 山形県         | テレビユー山形（TUY）     | TBS系列 | 2019年1月23日 20:00 - 23:07 | 同時ネット（全編フルバージョン） | -      |
| 宮城県         | 東北放送（TBC）           | TBS系列 | 2019年1月23日 20:00 - 23:07 | 同時ネット（全編フルバージョン） | -      |
| 福島県         | テレビユー福島（TUF）     | TBS系列 | 2019年1月23日 20:00 - 23:07 | 同時ネット（全編フルバージョン） | -      |
| 山梨県         | テレビ山梨（UTY）         | TBS系列 | 2019年1月23日 20:00 - 23:07 | 同時ネット（全編フルバージョン） | -      |
| 新潟県         | 新潟放送（BSN）           | TBS系列 | 2019年1月23日 20:00 - 23:07 | 同時ネット（全編フルバージョン） | -      |
| 長野県         | 信越放送（SBC）           | TBS系列 | 2019年1月23日 20:00 - 23:07 | 同時ネット（全編フルバージョン） | -      |
| 静岡県         | 静岡放送（SBS）           | TBS系列 | 2019年1月23日 20:00 - 23:07 | 同時ネット（全編フルバージョン） | -      |
| 富山県         | チューリップテレビ（TUT） | TBS系列 | 2019年1月23日 20:00 - 23:07 | 同時ネット（全編フルバージョン） | -      |
| 石川県         | 北陸放送（MRO）           | TBS系列 | 2019年1月23日 20:00 - 23:07 | 同時ネット（全編フルバージョン） | -      |
| 中京広域圏     | CBCテレビ（CBC）          | TBS系列 | 2019年1月23日 20:00 - 23:07 | 同時ネット（全編フルバージョン） | -      |
| 近畿広域圏     | 毎日放送（MBS）           | TBS系列 | 2019年1月23日 20:00 - 23:07 | 同時ネット（全編フルバージョン） | -      |
| 鳥取県・島根県 | 山陰放送（BSS）           | TBS系列 | 2019年1月23日 20:00 - 23:07 | 同時ネット（全編フルバージョン） | -      |
| 岡山県・香川県 | 山陽放送（RSK）           | TBS系列 | 2019年1月23日 20:00 - 23:07 | 同時ネット（全編フルバージョン） | -      |
| 広島県         | 中国放送（RCC）           | TBS系列 | 2019年1月23日 20:00 - 23:07 | 同時ネット（全編フルバージョン） | -      |
| 山口県         | テレビ山口（tys）         | TBS系列 | 2019年1月23日 20:00 - 23:07 | 同時ネット（全編フルバージョン） | -      |
| 愛媛県         | あいテレビ（ITV）         | TBS系列 | 2019年1月23日 20:00 - 23:07 | 同時ネット（全編フルバージョン） | -      |
| 高知県         | テレビ高知（KUTV）        | TBS系列 | 2019年1月23日 20:00 - 23:07 | 同時ネット（全編フルバージョン） | -      |
| 福岡県         | RKB毎日放送（rkb）        | TBS系列 | 2019年1月23日 20:00 - 23:07 | 同時ネット（全編フルバージョン） | -      |
| 沖縄県         | 琉球放送（RBC）           | TBS系列 | 2019年1月23日 20:00 - 23:07 | 同時ネット（全編フルバージョン） | -      |
| 長崎県         | 長崎放送（NBC）           | TBS系列 | 2019年1月23日 21:57 - 23:07 | 同時ネット（21:57飛び乗り）      |        |
| 熊本県         | 熊本放送（RKK）           | TBS系列 | 2019年1月23日 21:57 - 23:07 | 同時ネット（21:57飛び乗り）      | [ 33 ] |
| 大分県         | 大分放送（OBS）           | TBS系列 | 2019年1月23日 21:57 - 23:07 | 同時ネット（21:57飛び乗り）      | [ 34 ] |
| 宮崎県         | 宮崎放送（MRT）           | TBS系列 | 2019年1月23日 21:57 - 23:07 | 同時ネット（21:57飛び乗り）      | [ 35 ] |
| 鹿児島県       | 南日本放送（MBC）         | TBS系列 | 2019年1月23日 21:57 - 23:07 | 同時ネット（21:57飛び乗り）      | [ 36 ] |

### 第7回
| 放送対象地域   | 放送局                    | 系列    | 放送曜日・放送時間          | ネット状況                       | 備考   |
| -------------- | ------------------------- | ------- | --------------------------- | -------------------------------- | ------ |
| 関東広域圏     | TBSテレビ（TBS）          | TBS系列 | 2019年6月5日 19:00 - 21:57  | 同時ネット（全編フルバージョン） | -      |
| 北海道         | 北海道放送（HBC）         | TBS系列 | 2019年6月5日 19:00 - 21:57  | 同時ネット（全編フルバージョン） | -      |
| 山形県         | テレビユー山形（TUY）     | TBS系列 | 2019年6月5日 19:00 - 21:57  | 同時ネット（全編フルバージョン） | -      |
| 宮城県         | 東北放送（TBC）           | TBS系列 | 2019年6月5日 19:00 - 21:57  | 同時ネット（全編フルバージョン） | -      |
| 福島県         | テレビユー福島（TUF）     | TBS系列 | 2019年6月5日 19:00 - 21:57  | 同時ネット（全編フルバージョン） | -      |
| 山梨県         | テレビ山梨（UTY）         | TBS系列 | 2019年6月5日 19:00 - 21:57  | 同時ネット（全編フルバージョン） | -      |
| 静岡県         | 静岡放送（SBS）           | TBS系列 | 2019年6月5日 19:00 - 21:57  | 同時ネット（全編フルバージョン） | -      |
| 富山県         | チューリップテレビ（TUT） | TBS系列 | 2019年6月5日 19:00 - 21:57  | 同時ネット（全編フルバージョン） | -      |
| 石川県         | 北陸放送（MRO）           | TBS系列 | 2019年6月5日 19:00 - 21:57  | 同時ネット（全編フルバージョン） | -      |
| 中京広域圏     | CBCテレビ（CBC）          | TBS系列 | 2019年6月5日 19:00 - 21:57  | 同時ネット（全編フルバージョン） | -      |
| 山口県         | テレビ山口（tys）         | TBS系列 | 2019年6月5日 19:00 - 21:57  | 同時ネット（全編フルバージョン） | -      |
| 福岡県         | RKB毎日放送（rkb）        | TBS系列 | 2019年6月5日 19:00 - 21:57  | 同時ネット（全編フルバージョン） | -      |
| 青森県         | 青森テレビ（ATV）         | TBS系列 | 2019年6月5日 20:00 - 21:57  | 同時ネット（20:00飛び乗り）      |        |
| 岩手県         | IBC岩手放送（IBC）        | TBS系列 | 2019年6月5日 20:00 - 21:57  | 同時ネット（20:00飛び乗り）      | [ 15 ] |
| 新潟県         | 新潟放送（BSN）           | TBS系列 | 2019年6月5日 20:00 - 21:57  | 同時ネット（20:00飛び乗り）      | [ 16 ] |
| 長野県         | 信越放送（SBC）           | TBS系列 | 2019年6月5日 20:00 - 21:57  | 同時ネット（20:00飛び乗り）      | [ 17 ] |
| 近畿広域圏     | 毎日放送（MBS）           | TBS系列 | 2019年6月5日 20:00 - 21:57  | 同時ネット（20:00飛び乗り）      | [ 20 ] |
| 岡山県・香川県 | RSK山陽放送（RSK）        | TBS系列 | 2019年6月5日 20:00 - 21:57  | 同時ネット（20:00飛び乗り）      | [ 38 ] |
| 愛媛県         | あいテレビ（itv）         | TBS系列 | 2019年6月5日 20:00 - 21:57  | 同時ネット（20:00飛び乗り）      | [ 39 ] |
| 熊本県         | 熊本放送（RKK）           | TBS系列 | 2019年6月5日 20:00 - 21:57  | 同時ネット（20:00飛び乗り）      | [ 29 ] |
| 広島県         | 中国放送（RCC）           | TBS系列 | 2019年7月21日 13:54 - 16:54 | 遅れネット                       | [ 40 ] |

### 第8回
| 放送対象地域   | 放送局                    | 系列    | 放送曜日・放送時間           | ネット状況                       | 備考 |
| -------------- | ------------------------- | ------- | ---------------------------- | -------------------------------- | ---- |
| 関東広域圏     | TBSテレビ（TBS）          | TBS系列 | 2019年10月16日 19:00 - 21:00 | 同時ネット（全編フルバージョン） | -    |
| 北海道         | 北海道放送（HBC）         | TBS系列 | 2019年10月16日 19:00 - 21:00 | 同時ネット（全編フルバージョン） | -    |
| 青森県         | 青森テレビ（ATV）         | TBS系列 | 2019年10月16日 19:00 - 21:00 | 同時ネット（全編フルバージョン） | -    |
| 宮城県         | 東北放送（TBC）           | TBS系列 | 2019年10月16日 19:00 - 21:00 | 同時ネット（全編フルバージョン） | -    |
| 福島県         | テレビユー福島（TUF）     | TBS系列 | 2019年10月16日 19:00 - 21:00 | 同時ネット（全編フルバージョン） | -    |
| 新潟県         | 新潟放送（BSN）           | TBS系列 | 2019年10月16日 19:00 - 21:00 | 同時ネット（全編フルバージョン） | -    |
| 静岡県         | 静岡放送（SBS）           | TBS系列 | 2019年10月16日 19:00 - 21:00 | 同時ネット（全編フルバージョン） | -    |
| 富山県         | チューリップテレビ（TUT） | TBS系列 | 2019年10月16日 19:00 - 21:00 | 同時ネット（全編フルバージョン） | -    |
| 中京広域圏     | CBCテレビ（CBC）          | TBS系列 | 2019年10月16日 19:00 - 21:00 | 同時ネット（全編フルバージョン） | -    |
| 岡山県・香川県 | RSK山陽放送（RSK）        | TBS系列 | 2019年10月16日 19:00 - 21:00 | 同時ネット（全編フルバージョン） | -    |
| 広島県         | 中国放送（RCC）           | TBS系列 | 2019年10月16日 19:00 - 21:00 | 同時ネット（全編フルバージョン） | -    |
| 山口県         | テレビ山口（tys）         | TBS系列 | 2019年10月16日 19:00 - 21:00 | 同時ネット（全編フルバージョン） | -    |
| 高知県         | テレビ高知（KUTV）        | TBS系列 | 2019年10月16日 19:00 - 21:00 | 同時ネット（全編フルバージョン） | -    |
| 福岡県         | RKB毎日放送（rkb）        | TBS系列 | 2019年10月16日 19:00 - 21:00 | 同時ネット（全編フルバージョン） | -    |
| 長崎県         | 長崎放送（NBC）           | TBS系列 | 2019年10月16日 19:00 - 21:00 | 同時ネット（全編フルバージョン） | -    |
| 大分県         | 大分放送（OBS）           | TBS系列 | 2019年10月16日 19:00 - 21:00 | 同時ネット（全編フルバージョン） | -    |

### 第9回
| 放送対象地域   | 放送局                    | 系列    | 放送曜日・放送時間           | ネット状況                       | 備考   |
| -------------- | ------------------------- | ------- | ---------------------------- | -------------------------------- | ------ |
| 関東広域圏     | TBSテレビ                 | TBS系列 | 2021年12月1日 19:00 - 21:57  | 同時ネット（全編フルバージョン） | -      |
| 北海道         | 北海道放送（HBC）         | TBS系列 | 2021年12月1日 19:00 - 21:57  | 同時ネット（全編フルバージョン） | -      |
| 山梨県         | テレビ山梨（UTY）         | TBS系列 | 2021年12月1日 19:00 - 21:57  | 同時ネット（全編フルバージョン） | -      |
| 富山県         | チューリップテレビ（TUT） | TBS系列 | 2021年12月1日 19:00 - 21:57  | 同時ネット（全編フルバージョン） | -      |
| 中京広域圏     | CBCテレビ（CBC）          | TBS系列 | 2021年12月1日 19:00 - 21:57  | 同時ネット（全編フルバージョン） | -      |
| 近畿広域圏     | 毎日放送（MBS）           | TBS系列 | 2021年12月1日 19:00 - 21:57  | 同時ネット（全編フルバージョン） | -      |
| 岡山県・香川県 | RSK山陽放送（RSK）        | TBS系列 | 2021年12月1日 19:00 - 21:57  | 同時ネット（全編フルバージョン） | -      |
| 広島県         | 中国放送（RCC）           | TBS系列 | 2021年12月1日 19:00 - 21:57  | 同時ネット（全編フルバージョン） | -      |
| 山口県         | テレビ山口（tys）         | TBS系列 | 2021年12月1日 19:00 - 21:57  | 同時ネット（全編フルバージョン） | -      |
| 高知県         | テレビ高知（KUTV）        | TBS系列 | 2021年12月1日 19:00 - 21:57  | 同時ネット（全編フルバージョン） | -      |
| 福岡県         | RKB毎日放送（rkb）        | TBS系列 | 2021年12月1日 19:00 - 21:57  | 同時ネット（全編フルバージョン） | -      |
| 長崎県         | 長崎放送（NBC）           | TBS系列 | 2021年12月1日 19:00 - 21:57  | 同時ネット（全編フルバージョン） | -      |
| 熊本県         | 熊本放送（RKK）           | TBS系列 | 2021年12月1日 19:00 - 21:57  | 同時ネット（全編フルバージョン） | -      |
| 鹿児島県       | 南日本放送（MBC）         | TBS系列 | 2021年12月1日 19:00 - 21:57  | 同時ネット（全編フルバージョン） | -      |
| 青森県         | 青森テレビ（ATV）         | TBS系列 | 2021年12月1日 20:00 - 21:57  | 同時ネット （20:00飛び乗り）     | [ 41 ] |
| 宮城県         | 東北放送（TBC）           | TBS系列 | 2021年12月1日 20:00 - 21:57  | 同時ネット （20:00飛び乗り）     | [ 42 ] |
| 山形県         | テレビユー山形（TUY）     | TBS系列 | 2021年12月1日 20:00 - 21:57  | 同時ネット （20:00飛び乗り）     | [ 43 ] |
| 福島県         | テレビユー福島（TUF）     | TBS系列 | 2021年12月1日 20:00 - 21:57  | 同時ネット （20:00飛び乗り）     | [ 44 ] |
| 新潟県         | 新潟放送（BSN）           | TBS系列 | 2021年12月1日 20:00 - 21:57  | 同時ネット （20:00飛び乗り）     | [ 16 ] |
| 長野県         | 信越放送（SBC）           | TBS系列 | 2021年12月1日 20:00 - 21:57  | 同時ネット （20:00飛び乗り）     | [ 17 ] |
| 静岡県         | 静岡放送（SBS）           | TBS系列 | 2021年12月1日 20:00 - 21:57  | 同時ネット （20:00飛び乗り）     | [ 18 ] |
| 愛媛県         | あいテレビ（ITV）         | TBS系列 | 2021年12月1日 20:00 - 21:57  | 同時ネット （20:00飛び乗り）     | [ 24 ] |
| 大分県         | 大分放送（OBS）           | TBS系列 | 2021年12月1日 20:00 - 21:57  | 同時ネット （20:00飛び乗り）     | [ 27 ] |
| 沖縄県         | 琉球放送（RBC）           | TBS系列 | 2021年12月1日 20:00 - 21:57  | 同時ネット （20:00飛び乗り）     |        |
| 岩手県         | IBC岩手放送（IBC）        | TBS系列 | 2021年12月15日 20:00 - 21:57 | 遅れネット （2時間短縮版）       | [ 45 ] |
| 石川県         | 北陸放送（MRO）           | TBS系列 | 2021年12月15日 20:00 - 21:57 | 遅れネット （2時間短縮版）       | [ 19 ] |

## スタッフ
第9回
- 構成：川原慶太郎、政宗史子（政宗→第3回から）
- TM：鈴木昭平（TBS）
- PM：中島文章
- TD：廣岡達之
- CAM：高橋昂太郎
- VE：平子勝隆
- MIX：小岩英樹
- LD：加藤由美子
- 美術プロデューサー：大沼陽
- 美術デザイナー：寒友哉
- 美術制作：落合竜司
- 装置：相良比佐夫
- 操作：前野博幸
- 小道具：深山健太郎
- 電飾：阿部達矢、小林伊織
- アクリル装飾：森美男、阿部友梨奈
- ヘアメイク：三田彩聖
- 編集：佐藤武法（スタジオヴェルト）
- MA：近藤拓弥（スタジオヴェルト）
- 画像処理：荒井優祈・清水友紀（ともにプロセンスタジオ）、神志那航（スタジオヴェルト）
- 音響効果：北澤亨
- TK：TBG
- CG：前川恭平
- イラスト：グレートインターナショナル（第2,3回）
- ロケ技術：イメージランド、ティ・ピー・ブレーン、J-crew、九州東通、トラッド
- 衣装協力：EPOCA、NIESSING
- 写真提供：アフロ、Shutterstock、Pond5、iStock
- 協力：レイ法律事務所、ワールドウインコンサルティング、法律事務所エムグレン、ヒューマン探偵事務所
- 海外コーディネーター：Viento
- リサーチ：西沢あつと、高橋恭平
- 法律監修：桑原育朗
- 編成：寺田淳史（TBS）
- 宣伝：橋本幸江（TBS）
- MP：吉橋隆雄（TBS）
- FD：真田祐
- AD：菊川裕二（菊川→第1回ではディレクター）、佐藤陽、柏崎風太、阿子島徹、原田直樹
- ディレクター：高橋洋一、小泉開渡（小泉→以前はAD）、牧野飛翼、武井秀人、柴田貴幸、鷲見太郎、加賀谷健吾、千葉龍（千葉→第4回は演出）、関谷倫寿（関谷→第4回まではAD）
- 演出：桑原慶介
- 制作プロデューサー：渡邊宏、松岡満枝（渡邊・松岡→第1回ではプロデューサー、第2回では制作P）、内田安妃子（内田→第1 - 3回ではAP）、荒井美妃
- プロデューサー：嵯峨祥平（TBS、第1回では編成）、杉本篤（TBS、第1 - 3回は編成、第9回はプロデューサー）
- 制作協力：ジッピー・プロダクション
- 制作：TBSテレビコンテンツ制作局バラエティ制作
- 製作著作：TBS(第1回では製作)

### 過去のスタッフ
- 構成：橋本敦司
- TP：深谷高史（第1回）
- TM：長谷川晃司（TBS、第2回）、山下直（TBS、第2回はTD、第3,4回はTM）
- TD：寺尾昭彦（第2 - 4回）
- SW：岩沢忠夫（第1回）
- CAM：藤江雅和（第1回）
- VE：高木稔（第1回）、粂川高広（TBS、第2回）、姫野雅美（第3,4回）
- MIX：高橋幸則（第1回）、浜崎健（TBS、第2回）、斉藤宏司（第3,4回）
- LD：中田学（第1回）、鈴木英敬（第2 - 4回）
- 美術プロデューサー：森健彦（第1回）、太田卓志（TBS）
- デザイン：坪田幸之（第1回）、松田エリザベス玲子（TBS、第2 - 4回）
- デザイン助手：岡美里（第1回）
- 美術制作：羽田一成（第2 - 4回）
- 美術進行：椛田学（第1回）
- 大道具制作：福田智広（第1回）
- 大道具操作：桜井和則（第1回）
- 装飾：藤原佐知子（第1回）、深山健太郎（第2 - 4回）
- アクリル装飾：石橋誉礼（第1回）
- 電飾：中みつ子（第1回）、小林賢次（第2回）
- 化粧：田中智子（第1回）
- メイク：ビューマックス（第1回）、岡口真美（第2 - 4回）
- ヘアメイク：城所とも美（第2 - 4回）
- 技術協力：ニユーテレス（第1回）
- 美術協力：フジアール（第1回）
- 編集：古橋満希夫（スタジオヴェルト、第1回）、岩崎直樹（ヌーベルアージュ、第2回）、古岸尚真（スタジオヴェルト、第3回）、東義則（スタジオヴェルト、第4回）
- MA：井上雄介（スタジオヴェルト、第1回）、直江泰輔（ヌーベルアージュ、第2回）、古谷栄美（スタジオヴェルト、第3,4回）
- 画像処理：瑞屋覧雄太（スタジオヴェルト、第1回）、樋口学（プロセンスタジオ、第3回）、國好卓也（スタジオヴェルト、第3回）、高橋萌（プロセンスタジオ、第2,4回）、山崎舞香（スタジオヴェルト、第4回）
- 音響効果：吉田比呂樹（M-TANK）
- TK：小国幸恵（TBG、第1,3回）、池田美香（TBG、第2回）、橘京子（TBG、第4回）
- ロケ技術：権四郎、コールツプロダクション、プレゼンス・クルー、テックサービス、オフィスユニオン、KBC映像、だだだ、ワークビジョン、ファーストハンド、東通
- CG：森三平（第1回）
- イラスト：リトルベア（第1回）
- 協力：ネットランチャー、日本工機、PIXTA
- ロケ協力：総合探偵社シークレットジャパン、JISサービス
- 撮影協力：総合探偵社レオ九州、宮崎女性探偵社、東京探偵社チアーズ、ふちゅうロケーションサービス、徳川総合事務所、HAL探偵社、総合探偵社MR
- 衣装協力：堀越ネクタイ、EMODA
- リサーチ：トロリー
- 編成：矢野大亮（TBS）
- 宣伝：河野裕之（TBS）
- デスク：石川素子（TBS）
- AD：濵田知佳、新城絵梨（新城→第2回ではAD、第3,4回ではAP）、黒子沙彩香、近貴子、上月雄彦、安富遼、藤原秀斗、佐藤美由香、石田愛莉
- AP：松本幸子（第1,2回）
- ディレクター：田島与真（田島→第1,3,4回ではディレクター、第2回では演出）、斉木敏人、小林泰、三浦信一、山本結城、中澤俊幸、桑山ゆうり、田村直樹、萩原由美、飯島冬貴、堀田大輔
- 製作：AWAS（第1回）